# Неприкасаемые (фильм, 1987)
«Неприкаса́емые» (англ. The Untouchables - Неприкосновенные) — детективная драма режиссёра Брайана Де Пальмы.
Фильм повествует о противостоянии группы специальных агентов министерства финансов США и подпольной империи гангстера Аль Капоне в 1930-е годы в США. Фильм был создан по мотивам реальных событий, книги Элиота Несса и является ремейком телесериала 1963 года, который шёл на канале ABC с 1959 по 1963 год.
Работа в «Неприкасаемых» считается одной из самых ярких ролей Кевина Костнера на начальном этапе его карьеры.
Премия «Оскар» (лучшая мужская роль второго плана), «Золотой глобус», BAFTA и другие награды.

## Сюжет
Действие фильма происходит в 1930 году в Чикаго. Аль Капоне путём шантажа и подкупа добился расположения всей верхушки администрации города, вплоть до мэра, и его подпольный бизнес процветает. Поставки подпольно производимого спиртного приносят ему наибольшую часть из теневых доходов. Фильм начинается с пресс-конференции, на которой мафиозо нагло заявляет: он занят обычным бизнесом и даёт людям то, что они хотят.
Агент министерства финансов Элиот Несс собирается положить конец деятельности теневого магната. Однако сделать это в условиях тотальной коррумпированности полицейских и чиновников нелегко. Информация о тайных рейдах спецагентов немедленно становится известной бандитам. Тогда Несс решает собрать, насколько возможно, независимую группу профессионалов с незапятнанной репутацией.
Пожилой опытный полицейский Джим Мэлоун, стрелок Джузеппе Петри и бухгалтер Оскар Уоллес становятся командой, которую журналисты вскоре прозвали «Неприкасаемые». Им удаётся рейд на канадскую границу по перехвату партии спиртного, сильно подорвавший преступную деятельность Капоне. Подручные мафиози угрожают «неприкасаемым» и членам их семей, но те твёрдо стоят на своём.
Главной остаётся задача предъявить лидеру чикагской организованной преступности обвинение и выиграть дело в суде. Несмотря на все усилия, подобраться к Капоне не удаётся никак. Свидетели запуганы, а одна только попытка заговорить кончается смертью. Нессу становится известно, что Капоне уклоняется от уплаты налогов и можно попытаться взять его на этом. Капоне убирает свидетелей одного за другим и пытается спрятать своего бухгалтера Уолтера Пейна. После ожесточённой перестрелки Нессу и Стоуну удаётся сохранить свидетеля и доставить его в зал суда для показаний.
Начинается открытый судебный процесс. Бухгалтер даёт признательные показания, предъявляет записи о выплатах взяток, вина Капоне очевидна, но гангстер сохраняет спокойствие. Несс подозревает, что Капоне подкупил присяжных. Тогда, намекнув судье, что он также мог быть среди тех, кто запятнан связью с мафией, Несс добивается замены присяжных. Адвокат гангстера не выдерживает и забирает заявление о признании невиновности. Капоне отправляют за решётку на 11 лет.

## В ролях
| Актёр              | Роль                          |
| ------------------ | ----------------------------- |
| Кевин Костнер      | Элиот Несс                    |
| Шон Коннери        | Джим Мэлоун                   |
| Энди Гарсиа        | Джордж Стоун (Джузеппе Петри) |
| Чарльз Мартин Смит | Оскар Уоллес                  |
| Роберт Де Ниро     | Аль Капоне                    |
| Патриша Кларксон   | Кэтрин Несс                   |
| Билли Драго        | Фрэнк Нитти                   |
| Ричард Брэдфорд    | Майк Дорсетт                  |
| Дел Клоуз          | Олдерман                      |

## Обзоры и критика
Тема гангстеров 1930-х годов и «сухого закона» давно и детально разработана в американском кино. Брайану Де Пальме, которому не единожды доводилось касаться темы насилия и организованной преступности, в данном случае довелось поработать со звёздным ансамблем. Автор сценария — лауреат Пулитцеровской премии Дэвид Мэмет. Музыку написал Эннио Морриконе. Художник по костюмам Джорджо Армани. Фильм, несмотря на это, получил противоречивые отклики. Критика, особенно англоязычная, весьма прохладно отозвалась о творении Де Пальмы.
Роджер Эберт (Chicago Sun-Times) отметил, что фон и стиль в фильме намного интереснее сюжета. Незаметно, что сценарист «Неприкасаемых» — сам Мэмет. Нет присущей ему глубокой проработки персонажей. Впрочем, такой классический мастер слова не смог бы спасти столь китчевую (англ. pulp) постановку. Режиссёр и оператор чрезмерно пристально фокусируются на исторических костюмах, великолепных декорациях и автомобилях. Атмосфера и дух 1930-х в картине переданы хорошо, но нет напряжения и накала, характерных для классических постановок, описывающих гангстерскую эпоху. Винсент Кэнби (New York Times) назвал фильм «анемичным». Елена Карцева высказалась о картине как о поверхностной, но весьма важной в фильмографии Брайана Де Пальмы соответственно масштабу поднятых проблем организованной преступности и коррупции.

Кровь в картинах Брайана Де Пальмы играет свою особенную роль. В «Неприкасаемых» это не та алая, фонтанирующая кровь из «Кэрри», «Лица со шрамом» или «Бритвы». Здесь она тёмно-вишнёвая, дающая суровый настрой — густая и зловещая кровь.
Оригинальный текст (англ.)Blood is De Palma's medium… But the blood in "The Untouchables" isn't the scarlety, pop blood of "Carrie" or "Scarface" or "Dressed to Kill." It's dark, black-cherry-red blood, blood that's meant to be taken seriously -- rich, portentous, mythic blood.
— Хэл Хинсон
Блестящий подбор актёров незначительно вытягивает картину. Роджер Эберт и критик Washington Post Хэл Хинсон назвали работу Роберта де Ниро редкой осечкой мастера. Образу Аль Капоне не хватает аутентичности, актёр играет гангстера словно «на автопилоте». Так же отозвались и о работе Кевина Костнера. Воплощённый им персонаж выглядит «ходульным», а типаж актёра не совсем соответствует образу. Удачей картины стала исполненная Шоном Коннери роль агента Малоуна, закономерно принёсшая актёру премию «Оскар». Второстепенный, по замыслу, персонаж затмевает коллег по экрану. Выпуклая и убедительная роль связывает воедино команду и придаёт достоверности происходящему на экране.
При оценке «Неприкасаемых» имели место и вполне благожелательные отзывы. Журнал Time включил фильм в число лучших картин 1987 года. Ресурс Rotten Tomatoes дал фильму рейтинг 82 %.
Сцену перестрелки на вокзале, парафраз из «Броненосца „Потёмкина“» — Сергей Кудрявцев назвал кинематографической классикой, отметив выразительность изобразительного языка режиссёра. Винсент Кэнби также дал высокую оценку работе художника-постановщика, «прекрасной настолько, что захватывает дыхание».
Некоторые сцены в фильме, с нарочитым и даже несколько карикатурным разделением на «хороших» и «плохих», стали сюрпризом для критиков. Так, эпизод, в котором Мэлоун для психологического эффекта расстреливает уже мёртвое тело, несколько выпадает из сюжетной канвы. Нельзя назвать удачной находкой затянутую концовку. Фильм вполне можно было заканчивать на сцене перестрелки на вокзале, но режиссёр на этом не остановился.
Зрителей в фильме привлёк разумный баланс между насилием и мелодраматическим началом, что не совсем характерно для Брайана де Пальмы — известного апологета жестокости на экране.
Картина была тепло принята публикой и собрала богатый урожай наград и премий. Она многократно окупилась, собрав свыше $76 млн только в домашнем прокате. В стартовый уикенд касса фильма составила свыше $10 млн, что было 2-м показателем в 1987 году. После успеха картины Де Пальма собрался снимать продолжение — приквел «The Untouchables: Capone Rising», но фильм пока не запущен в производство.

## Историческая достоверность и влияние
Чикаго 1920—1930-х годов давно стал благодатной темой для сюжетов многих фильмов из тематики «гангстерская сага». Отзываясь о собственном фильме, Де Пальма в интервью говорил о внесённом им вкладе в американскую мифологию. Завязка сюжета о специальной команде агентов ФБР основана на реальных фактах, но большинство неточностей берёт начало ещё из сериала 1960-х годов. В угоду зрелищности в фильме сильно сгущены краски. Так, на самом деле в команде было не четверо, а одиннадцать человек, и все остались живы, после того как Капоне отправили за решётку.
Фрэнк Нитти, которого сыграл в фильме «эталонный» кинозлодей Билли Драго, в реальности был не боевиком, а скорее менеджером и «мозгом» банды. В настоящей жизни Фрэнк Нитти не погиб от руки Элиота Несса, как это показано в фильме. После того как Аль Капоне посадили, он возглавил гангстерскую империю Капоне, и скончался в 1943 году в результате самоубийства.
Судебный процесс в корне отличался от того, что изображено на экране. Прежде всего, Несс вообще не принимал участия в суде. Отказавшись от предложенной адвокатом сделки, судья, проявив инициативу, приговорил Капоне к максимально возможному сроку (10 лет за уклонение от налогов и 1 год за неуважение к суду).
Целый ряд фильмов, книг, сериалов (была также выпущена компьютерная игра The Untouchables по мотивам фильма, завоевавшая титул игры года премии Golden Joystick) сделали из агента Несса вымышленного героя, весьма популярного в англоязычных странах.

## Премии и номинации
| Награда                              | Кому присуждена                                    |
| 1988 Победа: премия Оскар            | 1988 Победа: премия Оскар                          |
| ------------------------------------ | -------------------------------------------------- |
| Лучшая мужская роль второго плана    | Шон Коннери                                        |
| Номинация:                           |                                                    |
| Лучший дизайн костюмов               | Мэрилин Вэнс                                       |
| Лучшая музыка                        | Эннио Морриконе                                    |
| Лучшая работа художника-постановщика | Патриция фон Брендстейн, Уильям Элиот, Хэл Гаусман |
| 1988 Победа: премия Золотой глобус   |                                                    |
| Лучший актёр второго плана           | Шон Коннери                                        |
| Номинация:                           |                                                    |
| Лучшая музыка к фильму               | Эннио Морриконе                                    |
| 1988 Победа: премия BAFTA            |                                                    |
| Лучшая музыка к фильму               | Эннио Морриконе                                    |
| Номинация:                           |                                                    |
| Лучший актёр второго плана           | Шон Коннери                                        |
| Лучший дизайн костюмов               | Мэрилин Венс                                       |
| Лучший дизайн декораций              | Уильям Элиотт                                      |

| Награда                                                              | Кому присуждена           |
| 1988 Победа: премия ASCAP                                            | 1988 Победа: премия ASCAP |
| -------------------------------------------------------------------- | ------------------------- |
| самые высокие кассовые сборы (top box office film)                   |                           |
| 1988 Номинация: премия Сезар                                         |                           |
| лучший иностранный фильм                                             | Брайан Де Пальма          |
| 1988 Победа: Грэмми                                                  |                           |
| лучший альбом на основе саундтрека к фильму                          | Эннио Морриконе           |
| 1988 Победа: «Серебряная лента» итальянский синдикат киножурналистов |                           |
| Лучшая музыка к фильму                                               | Эннио Морриконе           |
| 1987 Победа: премия Национального совета кинокритиков США            |                           |
| лучший актёр второго плана                                           | Шон Коннери               |
| 1988 Победа: гильдия киносценаристов США                             |                           |
| лучшая работа сценариста                                             | Дэвид Мэмет               |